# Следственный изолятор Парвана

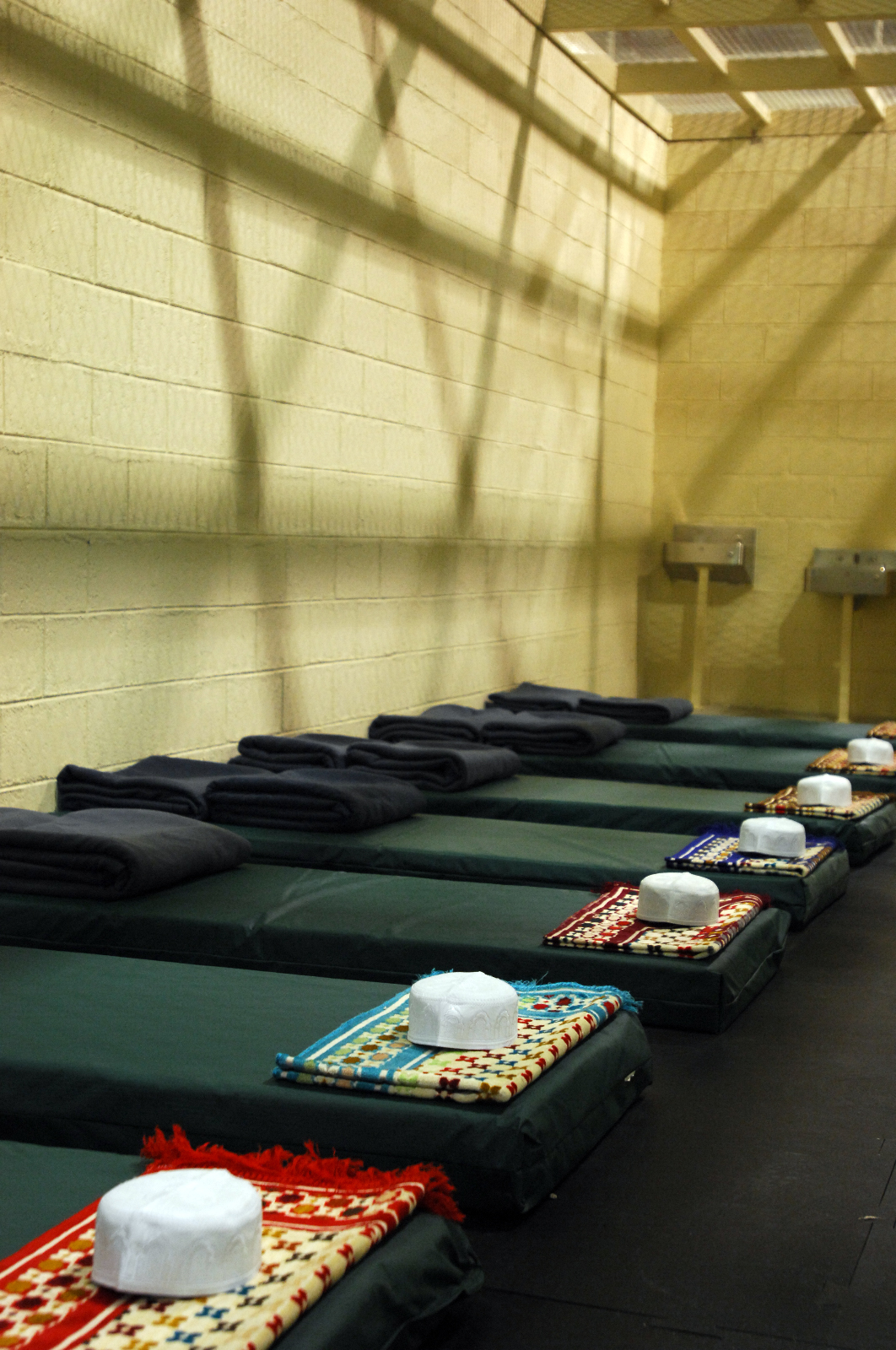
Камера в изоляторе Парвана

Следственный изолятор Парвана (англ. Parwan Detention Facility) — военная тюрьма Афганистана, расположенная рядом с авиабазой Баграм в провинции Парван Афганистана. Она была построена Соединёнными Штатами во время администрации Буша. Следственный изолятор Парван, в котором содержались иностранные и местные незаконные комбатанты, обслуживался Афганской национальной армией.
Ранее он был известен в Соединённых Штатах как Сборный пункт Баграм (англ. Bagram Collection Point). Первоначально он задумывался как временный изолятор, но использовался дольше и содержал больше заключённых, чем американский лагерь для задержанных Гуантанамо на Кубе. По состоянию на июнь 2011 года, в следственном изоляторе Парван находилось 1700 заключённых; при администрации Буша было 600 заключённых. Ни один из заключённых не получил статуса военнопленного.
Обращение с заключёнными в учреждении находилось под пристальным вниманием с тех пор, как двое афганских заключённых скончались в 2002 году, после чего ряду американских военнослужащих были предъявлены обвинения в жестоком обращении с заключёнными. 
В сентябре 2012 года власти США передали тюрьму афганским властям.